# Дитячий театр балету Львова
Дитячий театр балету Львова — дитячий театр при Львівській державній хореографічній школі, який виступає на сцені Львівського національного академічному театру опери та балету імені Соломії Крушельницької.

## Історія
У 2011 рік при Львівській державній хореографічній школі був створений Дитячий театр балету Львова.
«Лис Микита» — 29 травня 2011 відбулася прем'єра першого дитячого балету на музику Ісидора Віммера, хореографія заслуженого артиста України Сергія Наенка.
«Привал кавалерії» — 11 січня 2012 р. відбулася прем'єра балету на музику І.Армсгеймера, хореографія Петіпа, балетмейстер-постановник Н . Санжаревський. «Пори року» — 26 травня 2012 відбулася прем'єра балету на музику О. Глазунова, хореографія заслуженого артиста України С. Наєнко.
«Пори року» — 26 травня 2012 р. відбулася прем'єра балету на музику О. Глазунова, хореографія заслуженого артиста України С. Наєнко.
У жовтня 2013 року зі успіхом пройшли гастролі Дитячого театру балету Львова до Словенії.